# Coppa della Confederazione CAF
La Coppa della Confederazione CAF è una competizione calcistica africana per squadre di club organizzata con cadenza annuale dalla Confédération Africaine de Football (CAF). 
Istituita nel 2004, ha sostituito la Coppa delle Coppe CAF e la Coppa CAF. È la seconda competizione calcistica per club per importanza dopo la CAF Champions League.
Ogni anno la vincitrice della Coppa della Confederazione CAF affronta in gara unica la vincitrice della CAF Champions League nella partita che assegna Supercoppa CAF, che si svolge sul campo della squadra che ha vinto la CAF Champions League.

## Squadre ammesse
Al torneo partecipano tutte le 55 confederazioni affiliate alla CAF. Per i primi 12 paesi del ranking CAF, si qualificano alla Coppa della Confederazione CAF della stagione successiva le squadre classificatesi al terzo posto nel rispettivo campionato nazionale.

## Formula
La formula della competizione prevede due fasi.
Fase A
Nella fase A rientrano i turni preliminari e i sedicesimi di finale, che si svolgono secondo la formula delle gare di andata e ritorno; vige la regola dei gol fuori casa. Accedono ai sedicesimi di finale aggiuntivi del torneo anche le sedici squadre eliminate ai sedicesimi di finale della  CAF Champions League.
Fase B
Le sedici squadre qualificatesi per la fase a gironi dopo aver superato i sedicesimi di finale aggiuntivi del torneo sono divise in quattro gruppi di quattro club ciascuno. Ogni squadra gioca sei partite contro le altre tre squadre del girone (una in casa e una in trasferta contro ogni avversaria). Le squadre che vincono il girone e le seconde classificate dei gironi procedono alla fase a eliminazione diretta, che si tiene sempre secondo la formula andata/ritorno (quarti di finale, semifinali e finale). Nei turni a eliminazione diretta, anche in questa fase vige la regola dei gol fuori casa; in caso di ulteriore parità si ricorre ai tiri di rigore.

## Albo d'oro
| Stagione  | Data        | Vincitore (numero vittorie) | Finalista perdente         | Risultato           | Sede della finale                            |
| --------- | ----------- | --------------------------- | -------------------------- | ------------------- | -------------------------------------------- |
| 2004      | 2 gennaio   | Hearts of Oak Ghana         | Asante Kotoko Ghana        | 1-1                 | Accra - Accra Sports Stadium                 |
| 2004      | 9 gennaio   | Hearts of Oak Ghana         | Asante Kotoko Ghana        | 1-1 (8-7 dtr)       | Kumasi - Stadio Baba Yara                    |
| 2005      | 6 novembre  | FAR Rabat Marocco           | Dolphins Nigeria           | 0-1                 | Port Harcourt - Liberation Stadium           |
| 2005      | 19 novembre | FAR Rabat Marocco           | Dolphins Nigeria           | 3-0                 | Rabat - Stadio Moulay Abdallah               |
| 2006      | 18 novembre | Étoile du Sahel Tunisia     | FAR Rabat Marocco          | 1-1                 | Rabat - Stadio Moulay Abdallah               |
| 2006      | 2 dicembre  | Étoile du Sahel Tunisia     | FAR Rabat Marocco          | 0-0 (gfc)           | Susa - Stadio Olimpico                       |
| 2007      | 3 novembre  | Sfaxien Tunisia             | Al-Merrikh Sudan           | 4-2                 | Omdurman - Al-Merrikh Stadium                |
| 2007      | 24 novembre | Sfaxien Tunisia             | Al-Merrikh Sudan           | 1-0                 | Sfax - Stadio Taieb Mhiri                    |
| 2008      | 8 novembre  | Sfaxien (2) Tunisia         | Étoile du Sahel Tunisia    | 0-0                 | Sfax - Stadio Taieb Mhiri                    |
| 2008      | 22 novembre | Sfaxien (2) Tunisia         | Étoile du Sahel Tunisia    | 2-2 (gfc)           | Susa - Stadio Olimpico                       |
| 2009      | 29 novembre | Stade Malien Mali           | ES Sétif Algeria           | 2-0                 | Sétif - Stadio 8 maggio 1945                 |
| 2009      | 5 dicembre  | Stade Malien Mali           | ES Sétif Algeria           | 0-2 (3-2 dtr)       | Bamako - Stadio Modibo Keïta                 |
| 2010      | 28 novembre | FUS Rabat Marocco           | Sfaxien Tunisia            | 0-0                 | Rabat - Stadio Moulay Abdallah               |
| 2010      | 4 dicembre  | FUS Rabat Marocco           | Sfaxien Tunisia            | 3-2                 | Sfax - Stadio Taieb Mhiri                    |
| 2011      | 19 novembre | Maghreb Fès Marocco         | Club Africain Tunisia      | 1-0                 | Radès - Stadio Hammadi Agrebi                |
| 2011      | 4 dicembre  | Maghreb Fès Marocco         | Club Africain Tunisia      | 0-1 (6-5 dtr)       | Fès - Stadio di Fès                          |
| 2012      | 18 novembre | Léopards Rep. del Congo     | Djoliba Mali               | 2-1                 | Bamako - Stadio Modibo Keïta                 |
| 2012      | 25 novembre | Léopards Rep. del Congo     | Djoliba Mali               | 1-1                 | Dolisie - Denis Sassou Nguesso               |
| 2013      | 23 novembre | Sfaxien (3) Tunisia         | TP Mazembe RD del Congo    | 2-0                 | Radès - Stadio Hammadi Agrebi                |
| 2013      | 30 novembre | Sfaxien (3) Tunisia         | TP Mazembe RD del Congo    | 1-2                 | Lubumbashi - Stadio TP Mazembe               |
| 2014      | 29 novembre | Al-Ahly Egitto              | Séwé Sports Costa d'Avorio | 2-1                 | Abidjan - Stadio Robert Champroux            |
| 2014      | 6 dicembre  | Al-Ahly Egitto              | Séwé Sports Costa d'Avorio | 0-1 (gfc)           | Il Cairo - Stadio Internazionale             |
| 2015      | 21 novembre | Étoile du Sahel Tunisia     | Orlando Pirates Sudafrica  | 1-1                 | Johannesburg - Orlando Stadium               |
| 2015      | 29 novembre | Étoile du Sahel Tunisia     | Orlando Pirates Sudafrica  | 1-0                 | Susa - Stadio Olimpico                       |
| 2016      | 29 ottobre  | TP Mazembe RD del Congo     | MO Béjaïa Algeria          | 1-1                 | Blida - Stadio Mustapha Tchaker              |
| 2016      | 6 novembre  | TP Mazembe RD del Congo     | MO Béjaïa Algeria          | 4-1                 | Lubumbashi - Stadio TP Mazembe               |
| 2017      | 29 novembre | TP Mazembe (2) RD del Congo | SuperSport Utd Sudafrica   | 2-1                 | Lubumbashi - Stadio TP Mazembe               |
| 2017      | 6 dicembre  | TP Mazembe (2) RD del Congo | SuperSport Utd Sudafrica   | 0-0                 | Pretoria - Stadio Lucas Moripe               |
| 2018      | 25 novembre | Raja Casablanca Tunisia     | Vita Club RD del Congo     | 3-0                 | Casablanca - Stadio Mohamed V                |
| 2018      | 2 dicembre  | Raja Casablanca Tunisia     | Vita Club RD del Congo     | 1-3                 | Kinshasa - Stade des Martyrs                 |
| 2018-2019 | 19 maggio   | Zamalek Egitto              | RS Berkane Marocco         | 0-1                 | Berkane - Stadio Municipale                  |
| 2018-2019 | 26 maggio   | Zamalek Egitto              | RS Berkane Marocco         | 1-0 (5-3 dtr)       | Alessandria d'Egitto - Stadio Borg El Arab   |
| 2019-20   | 25 ottobre  | RS Berkane Marocco          | Pyramids Egitto            | 1-0                 | Rabat - Stadio Moulay Abdallah               |
| 2020-21   | 10 luglio   | Raja Casablanca (2) Marocco | JS Kabylie Algeria         | 2-1                 | Cotonou - Stadio dell'Amicizia               |
| 2021-22   | 20 maggio   | RS Berkane (2) Marocco      | Orlando Pirates Sudafrica  | 1-1 (dts) (5-4 dtr) | Uyo - Stadio Internazionale Godswill Akpabio |
| 2022-23   | 28 maggio   | USM Alger Algeria           | Young Africans Tanzania    | 2-1                 | Dar es Salaam - Stadio Benjamin Mkapa        |
| 2022-23   | 3 giugno    | USM Alger Algeria           | Young Africans Tanzania    | 0-1 (gfc)           | Algeri - Stadio 5 luglio 1962                |
| 2023-24   | 10 maggio   | Zamalek Egitto              | RS Berkane Marocco         | 2-1                 | Berkane - Stadio Municipale                  |
| 2023-24   | 17 maggio   | Zamalek Egitto              | RS Berkane Marocco         | 0-1 (gfc)           | Il Cairo - Stadio Internazionale             |
| 2024-25   | 17 maggio   | RS Berkane Marocco          | Simba Tanzania             | 2-0                 | Berkane - Stadio Municipale                  |
| 2024-25   | 25 maggio   | RS Berkane Marocco          | Simba Tanzania             | 1-1                 | Zanzibar - Stadio Amaan                      |

## Vittorie per squadra
| Club            | Vittorie | Secondi posti | Anni vittorie                 |
| --------------- | -------- | ------------- | ----------------------------- |
| RS Berkane      | 3        | 2             | 2019-2020, 2021-2022, 2024-25 |
| Sfaxien         | 3        | 1             | 2007, 2008, 2013              |
| Étoile du Sahel | 2        | 1             | 2006, 2015                    |
| TP Mazembe      | 2        | 1             | 2016, 2017                    |
| Raja Casablanca | 2        | 0             | 2018, 2020-2021               |
| Zamalek         | 2        | 0             | 2018-2019, 2023-2024          |
| FAR Rabat       | 1        | 1             | 2005                          |
| Al-Ahly         | 1        | 0             | 2014                          |
| FUS Rabat       | 1        | 0             | 2010                          |
| Hearts of Oak   | 1        | 0             | 2004                          |
| Léopards        | 1        | 0             | 2012                          |
| Maghreb Fès     | 1        | 0             | 2011                          |
| Stade Malien    | 1        | 0             | 2009                          |
| USM Alger       | 1        | 0             | 2022-2023                     |

## Vittorie per nazione
| Nazione        | Vittorie | Secondi posti |
| -------------- | -------- | ------------- |
| Marocco        | 8        | 3             |
| Tunisia        | 5        | 3             |
| Egitto         | 3        | 1             |
| RD del Congo   | 2        | 2             |
| Algeria        | 1        | 3             |
| Ghana          | 1        | 1             |
| Mali           | 1        | 1             |
| Rep. del Congo | 1        | 0             |
| Sudafrica      | 0        | 3             |
| Tanzania       | 0        | 2             |
| Costa d'Avorio | 0        | 1             |
| Nigeria        | 0        | 1             |
| Sudan          | 0        | 1             |